# Jan a Pavel
Svatí Jan a Pavel (1. pol. 4. století – 26. června 362, Caelius, Řím) byli svatí v období vlády Juliána Apostaty v Římské říši. Byli pro křesťanskou víru popraveni stětím v Římě dne 26. června 362. Nejsou totožní s apoštoly stejných jmen, sv. Pavlem z Tarsu a sv. Janem Evangelistou. Od ostatních světců týchž jmen jsou rozlišováni buď přívlastkem „mučedník“, nebo přívlastkem Římský (z Říma). Jsou-li zmiňování společně (sv. Jan a Pavel), tyto přívlastky se obvykle neuvádějí. 

## Ikonografie
Jan a Pavel jsou zobrazováni jako římští palácoví úředníci nebo jako rytíři. Jako atributy nesou meče, ukazující na jejich popravu, a palmy vítězství na znamení jejich krevního svědectví o křesťanské víře a jejich vítězství nad pohanstvím. Někdy s sebou také nosí knihu nebo svitek. Snopy obilí nebo mraky s deštěm a kroupami ukazují na jejich patronát nad počasím. Nejsou-li popsáni, zpravidla je nelze jednoho od druhého odlišit. 